# کوچک‌کوی (آرهاوی)
کوچک‌کوی (به ترکی استانبولی: Küçükköy) یک منطقهٔ مسکونی در ترکیه است که در آرهاوی واقع شده‌است. کوچک‌کوی ۷۰ نفر جمعیت دارد.